# Nemegtia
Ne doit pas être confondu avec Nemegtomaia.
Genre
Nemegtia est un genre éteint d'ostracodes d'eau douce du Crétacé supérieur, connu de la formation de Nemegt de Mongolie. Il n'est, en 2022, représenté par aucune espèce actuelle.
Ne pas confondre ce genre d'ostracodes avec le genre de dinosaures Nemegtomaia Lü et al., 2005, initialement nommé Nemegtia par ses auteurs.

## Systématique
Le genre Nemegtia a été créé en 1978 par le zoologiste et paléontologue polonaise Janina Szczechura (d) à l'origine pour y classer les espèces suivantes :
- †Nemegtia biformata (Szczechura & Blaszyk, 1970)
- †Nemegtia obliquecostae (Szczechura & Blaszyk, 1970)
- †Nemegtia reticulata Szczechura, 1978) - espèce type

## Étymologie
Le nom générique, Nemegtia, fait référence au lieu de sa découverte, la formation de Nemegt. 

## Description
Dans sa description de 1978, Janina Szczechura indique que ces espèces présentent une longueur maximale de 0,6 mm avec une hauteur d'environ les deux tiers de cette dimension. Les valves sont granuleuses pour piquetées et la valve gauche est plus grande que la droite.

## Distribution
Ce genre a été découvert dans le désert de Gobi en Mongolie.

## Publication originale
: document utilisé comme source pour la rédaction de cet article.
- (en) Janina Szczechura, « Fresh-Water Ostracodes from the Nemegt Formation (Upper Cretaceous) of Mongolia », Palaeontologia Polonica, Institute of Paleobiology (d), vol. 38,‎ 1978, p. 65-121 (ISSN 0078-8562 et 2300-8598, OCLC 508464087, lire en ligne).